# Kenny Drew
Kenneth Sidney Drew (Nueva York, 28 de agosto de 1928 - Copenhague, Dinamarca, 4 de agosto de 1993) fue un pianista y compositor estadounidense de jazz.

## Historial
Estudió piano clásico desde muy niño y dio su primer concierto a los ocho años. Su primer disco lo grabó en 1950, con una formación que lideraba Howard McGhee, y en esa misma época acompañó a músicos como Charlie Parker, Coleman Hawkins, Lester Young y Buddy DeFranco. En 1953 se instala en California, liderando su propio trío y grabando con un cuarteto que incluyó a Joe Maini, entre otros. De regreso a la Gran Manzana (1956-57), trabaja con Art Blakey, Dinah Washington, John Coltrane, Donald Byrd, Johnny Griffin y Buddy Rich, convirtiéndose en un músico de sesión muy solicitado.
En 1961 se traslada a París y tres años más tarde, a Dinamarca, donde se establece ya definitivamente. Forma una asociación bastante estable con Niels-Henning Ørsted Pedersen, y acompaña a músicos instalados también en Europa, como Ben Webster o Dexter Gordon, y realiza grabaciones con Chet Baker, Sonny Rollins, Ernie Henry, además de los ya citados Coltrane y Griffin, entre otros. En las dos últimas décadas de su vida, actúa usualmente con su propio trío y se dedica cada vez más a la composición ("Suite for Big Band").
Su hijo, Kenny Drew Jr. es también pianista de jazz.

## Estilo
Drew desarrolló su elegante y arriesgado estilo sobre la base del blues, enriquecido por el bebop. Acompañante discreto pero, a la vez, presente, impulsando la labor del solista, con uso abundante de los bloques de acordes. Su fraseo en las improvisaciones fue evolucionando desde conceptos típicamente hard bop, hasta elaboraciones cada vez más funkys.

## Discografía

### Como líder
- 1953:  New Faces, New Sounds (Blue Note)
- 1954:  Kenny Drew and His Progressive Piano (Norgran) - Reeditado como The Modernity of Kenny Drew y The Ideation of Kenny Drew
- 1955:  Talkin' & Walkin' (Jazz: West)
- 1956:  Embers Glow (Jazz: West) con Jane Fielding
- 1956:  Kenny Drew Trio (Riverside)
- 1957:  A Harold Arlen Showcase (Judson)
- 1957:  I Love Jerome Kern (Riverside)
- 1957:  This Is New (Riverside)
- 1957:  Pal Joey (Riverside)
- 1960:  Undercurrent (Blue Note)
- 1973:  Duo (SteepleChase) con Niels-Henning Ørsted Pedersen
- 1973:  Everything I Love (SteepleChase)
- 1974:  Duo 2 (SteepleChase) con NHØP
- 1974:  Dark Beauty (SteepleChase)
- 1974:  If You Could See Me Now (SteepleChase)
- 1974:  Duo Live in Concert (SteepleChase) con NHØP
- 1975:  Morning]] (SteepleChase)
- 1977:  In Concert (SteepleChase)
- 1977:  Lite Flite (SteepleChase)
- 1977:  Ruby, My Dear (SteepleChase)
- 1978:  Home Is Where the Soul Is (Xanadu)
- 1978:  For Sure! (Xanadu)
- 1981:  It Might As Well Be Spring (Soul Note)
- 1981:  Havin' Myself a Time (Soul Note) - con Kim Parker
- 1981:  Your Soft Eyes (Soul Note)
- 1982:  Playtime: Children's Songs by Kenny Drew and Mads Vinding (Metronome) - con Mads Vinding
- 1982:  The Lullaby (Baystate)
- 1982:  Moonlit Desert (Baystate)
- 1983:  Swinin' Love (Baystate)
- 1983:  And Far Away (Soul Note)
- 1983:  Fantasia (Baystate)
- 1984:  Trippin' (Baystate)
- 1985:  By Request (Baystate)
- 1985:  By Request II (Baystate)
- 1986:  Elegy (Baystate)
- 1987:  Dream (Baystate)
- 1989:  Recollections (Timeless) con NHØP y Alvin Queen
- 1993:  At the Brewhouse (Storyville) con NHØP y Alvin Queen
- 1996:  Solo-Duo (Storyville) con NHØP y Bo Stief

### Como acompañante de
Gene Ammons
- Goodbye (Prestige, 1974)

Svend Asmussen
- Prize/Winners (1978)

Chet Baker
- (Chet Baker Sings) It Could Happen to You (1958)

Art Blakey
- Originally (Columbia, 1956 [1982])

Tina Brooks
- Back to the Tracks (Blue Note, 1960)
- The Waiting Game (Blue Note, 1961)

Clifford Brown
- Best Coast Jazz (EmArcy, 1954)
- Clifford Brown All Stars (EmArcy, 1954 [1956])

John Coltrane
- High Step (Blue Note, 1956 [1975])
- Blue Train (Blue Note, 1957)

Ted Curson
- Plenty of Horn (Old Town, 1961)

Eddie "Lockjaw" Davis
- All of Me (SteepleChase, 1983)

Kenny Dorham
- Showboat (Time, 1960)
- Whistle Stop (Blue Note, 1961)

Teddy Edwards
- Out of This World (SteepleChase, 1980)

Art Farmer
- Farmer's Market (New Jazz, 1956)
- Manhattan (Soul Note, 1981)

Dizzy Gillespie
- The Giant (America, 1973)
- The Source (America, 1973)

Dexter Gordon
- Daddy Plays the Horn (1955)
- Dexter Calling... (Blue Note, 1961)
- One Flight Up (Blue Note, 1964)
- Loose Walk (SteepleChase 1965 [2003])
- Misty (SteepleChase, 1965 [2004])
- Heartaches (SteepleChase, 1965 [2004])
- Ladybird (SteepleChase, 1965 [2005])
- Stella by Starlight (SteepleChase, 1966 [2005])
- The Squirrel (Blue Note, 1967 [1997])
- Both Sides of Midnight (Black Lion, 1967 [1981])
- Body and Soul (Black Lion, 1967 [1981])
- Take the "A" Train (Black Lion, 1967 [1988])
- A Day in Copenhagen (MPS, 1969) with Slide Hampton
- Some Other Spring (Sonet, 1970) with Karin Krog
- The Apartment (SteepleChase, 1975)
- Swiss Nights Vol. 1 (SteepleChase, 1975 [1976])
- Swiss Nights Vol. 2 (SteepleChase, 1975 [1978])
- Swiss Nights Vol. 3 (SteepleChase, 1975 [1979])

Grant Green
- Sunday Mornin' (Blue Note, 1961)

Johnny Griffin
- Blues for Harvey (SteepleChase, 1973)

Ernie Henry
- Presenting Ernie Henry (Riverside, 1956)

Ken McIntyre
- Hindsight (SteepleChase, 1974)
- Open Horizon (SteepleChase, 1976)

Jackie McLean
- Jackie's Bag (Blue Note, 1960)
- Bluesnik (Blue Note, 1961)
- Live at Montmartre (SteepleChase, 1972)
- A Ghetto Lullaby (SteepleChase, 1974)
- The Meeting (SteepleChase, 1974) with Dexter Gordon
- The Source (SteepleChase, 1974) with Dexter Gordon

Ray Nance
- Huffin'n'Puffin' (1971)

Rita Reys
- The Cool Voice of Rita Reys (Columbia, 1956)

Sonny Rollins
- Sonny Rollins with the Modern Jazz Quartet (Prestige, 1951)
- Tour de Force (Prestige, 1956)
- Sonny Boy (Prestige, 1956 [1961])

Sahib Shihab
- Sentiments (Storyville, 1971)

Sonny Stitt
- Kaleidoscope (Prestige, 1950 [1957])
- Stitt's Bits (Prestige, 1950 [1958])

Toots Thielmans
- Man Bites Harmonica! (Riverside, 1957)

Ben Webster
- Stormy Weather (1970)

Tiziana Ghiglioni
- Sounds Of Love (Soul Note, 1983)